# Cressy
Cressy is een dorp en voormalige gemeente in de Franse gemeente Val-de-Scie in het departement Seine-Maritime in de regio Normandië. De voormalige gemeente telt 222 inwoners (2004) en maakt deel uit van het arrondissement Dieppe.

## Geschiedenis
Op de 18de-eeuwse Cassinikaart is het dorp aangeduid als Creßy.
Op het eind van het ancien régime op het eind van de 18de eeuw, toen de gemeenten werden gecreëerd, werd Cressy een gemeente.
Cressy ging op 1 januari 2019 samen met de gemeenten Auffay en Sévis als commune déléguée op in de nieuwe fusiegemeente (commune nouvelle) Val-de-Scie. 

## Geografie
De oppervlakte van Cressy bedraagt 4,3 km², de bevolkingsdichtheid is 51,6 inwoners per km².
De onderstaande kaart toont de ligging van Cressy met de belangrijkste infrastructuur en aangrenzende gemeenten.

## Bezienswaardigheden
- De Église Notre-Dame-de-la-Nativité

## Demografie
Onderstaande figuur toont het verloop van het inwonertal.
Auffay · Bazomesnil · Bosc de Sévis · Cressy · Mesnil Sauval · Sévis